# 종이의 역사
다음은 종이의 역사에 관한 설명이다.
문자를 글로 남겨 두기 위해 고대 이집트에서 양피지가, 아시아에서는 얇은 죽편이 사용되었다. 또 고대 이집트(B.C.3000년경)에서 파피루스라고 하는 풀의 섬유로 종이와 비슷한 것을 만들었는데, 이것이 오늘날 영어의 'paper'의 어원이 되었다.
현재 사용되고 있는 종이(식물에서 셀룰로오스를 뽑아 내 이것을 체 같은 것으로 걸러서 만든 것)를 처음으로 만든 사람은 중국의 채륜(105년)인데, 그는 삼·아마 등에서 섬유를 분리하여 이것을 얇은 막상으로 걸러서 떠내어 종이를 만들었다. 이 방법은 후에 710년경 중국인 포로에 의해 사마르칸드에 전파되었으며, 12세기에 이르러 무어인이 에스파냐에 도입하여 점차로 유럽에 퍼지게 된 것이다. 그 후 7세기 동안 유럽에서는 식물섬유·넝마를 원료로 하는 수공적인 제지가 행해졌고, 19세기에 이르러서야 기계화가 시작되어 1798년에 로베르가 연속식 초조기를 고안하고, 1808년에 푸르드리니어 형제가 개량·제작에 성공하였으며, 또한 이와 거의 동시에 디킨슨이 환망식 초지기를 발명하였다. 인쇄술의 발달은 제지기술의 발달을 초래하였으며, 이에 따른 원료의 대량생산이 요구됨으로써 1840년에 켈러의 쇄목펄프 발명을 시작으로 1854년에 소다 펄프가, 1866년에 아황산 펄프가, 1884년에 크래프트 펄프가 발명되었다.
한국은 예부터 닥나무의 인피섬유를 이용한 한지가 사용되었으며, 1902년에 기계에 의한 제지술이 일본으로부터 도입되어 오늘에 이르고 있다.

## 같이 보기
- 파피루스